# 混響國度
混響國度（英語：ReverbNation）是一個提供音樂產業信息的網站，於2006年建立。其名稱“ReverbNation”改寫自單詞“混響（reverberation）”。該網站為音樂家和音樂製作人提供一個中心平臺，以便於其交流與合作。2009年，混響國度與微軟合作推出音樂排行榜項目。